# Ferdinand Puyau
Ferdinand Puyau est un avocat, conseiller juridique, historien et éditeur né le 3 novembre 1857 à Dax et mort le 6 janvier 1947 dans la même ville. Il est le cinquième président de la société de Borda.

## Biographie
Ferdinand Puyau naît le 3 novembre 1857 à Dax. Il passe un doctorat et une thèse de droit à Paris en 1883 et devient avocat et conseiller juridique dans sa ville natale. Il est président de la société de Borda de 1926 à 1937. Il organise la cérémonie du cinquantenaire de la société en 1926, puis celle du bicentenaire de Jean-Charles de Borda en 1933. Il édite en 1930 les Poésies Gasconnes d'Isidore Salles, qui avait légué ses manuscrits à la société. 

## Œuvres
- Des Pouvoirs du tuteur, en droit romain ; de l'administration des valeurs mobilières du mineur, en droit français (1883)
- Bulletins de la Société de Borda :
  - L'agriculture dans les landes en 1805 (1935) [lire en ligne]
  - La coutume de Dax, sa réforme au début de XVIe siècle (1937)
  - Les coutumes locales de Saint Sever rédigées en 1615 (1937)

## Hommages
- Rue Ferdinand-Puyau, Dax[4]